# Margarita Stāraste
Margarita Stāraste (más néven: Margarita Bordevīka, a leánykori neve: Barvika, Vlagyimir, 1914. február 2. – 2014. február 18.) lett író és könyvillusztrátor.

## Élete
1941-ben a Lett Művészeti Akadémián Vilhelms Purvītis tájműhelyében végzett, majd az egyetem grafikai osztályán diplomázott 1952-ben.
1937-től kezdve művészeti kiállításokon vett részt. Az első könyvét 1942-ben adták ki. Dz. Rinkule-Zemzare, E. Adamson, M. Bendrup, C. Diner, J. Griva műveit illusztrálta. A saját könyveihez is készített rajzokat, ezek közül a legismertebb a Balti tīri sniega vīri (1942), Ziemassvētku pasakas (1943), Zīļuks (1961)., A Pasaku ābece (1969) és a Lācīša Rūcīša raibā diena (1977). Könyveit számos más nyelvre lefordították, köztük lengyel, litván, angol, német, orosz és japán nyelvre.
Az 1950-es és 60-as éveknek a Bábszínházban, a Rigai Ifjúsági Színházban és a lett televízióban dolgozott.
1992 és 2000 között Hollandiában élt. 2009-ben egyéni kiállítása került megrendezésre a Lett Nemzeti Művészeti Múzeum kiállítótermében. A Zīļuks mese alapján animációs filmet készítettek, ami eljutott a 2011-es Berlini Nemzetközi Filmfesztiválra.
1964-től a Lett Művészek Szövetségének, 1991-től a Lettországi Írók Szövetségének volt a tagja. A Pastarin-díj nyertese az év legjobb könyvéért (1982). Megkapta a Három Csillag érdemrendet (1999).
1941-től 1969-ig Karl Starr felesége volt, bár a férfi 1950-ben elhagyta a családot. 1993-ban házasodott össze a holland születésű Gerrit Bordevikkal, akivel a férfi 2000-ben bekövetkező haláláig élt.
2014. február 18-án halt meg, Rigában, az Erdei temetőben temették el.
2014-ben, néhány nappal azelőtt, hogy Margarita Stāraste elhunyt, a szakértői testület úgy döntött, hogy „Az év lett irodalma”-díját (LALIGABA) neki ítéli oda az életművéért. A díjat a győztes családja vette át.

## Művei
- Balti tīri sniega vīri (1942) Fehér tiszta hóembert
- Ziemassvētku pasakas (1943) Karácsonyi mese
- Zīļuks (1961) A cinege
- A Pasaku ābece (1969) A mese-ábécé
- Lācīša Rūcīša raibā diena (1977)

## Emlékezete
- 2017. november 22-én Margarita Stāraste. Post Scriptum címmel könyv jelent meg az életéről, munkásságáról. A kötet szerzője lánya, Lilita Maija Klinkert művészettörténész, aki nyíltan megosztja anyja emlékeit, magánleveleket, és kijavítja a más könyvekben előforduló ténybeli hibákat, tévedéseket.[5]

## Fordítás
- Ez a szócikk részben vagy egészben  a   Margarita Stāraste című lett Wikipédia-szócikk ezen változatának fordításán alapul.  Az eredeti cikk szerkesztőit annak laptörténete sorolja fel. Ez a jelzés csupán a megfogalmazás eredetét és a szerzői jogokat jelzi, nem szolgál a cikkben szereplő információk forrásmegjelöléseként.